# دوارتي غوميز
دوارتي غوميز (بالبرتغالية: Duarte Nuno Pereira Gomes‏) هو حكم كرة قدم برتغالي، ولد في 16 يناير 1973 في لشبونة في البرتغال.

## روابط خارجية
- دوارتي غوميز على موقع Soccerway.com (الإنجليزية)